# انجمن خانواده‌های جانباختگان پرواز پی‌اس ۷۵۲
انجمن خانواده‌های جانباختگان پرواز پی‌اس۷۵۲ (به انگلیسی: The Association of Families of Flight PS752 Victims) نهاد مدنی مستقل بوده و نماینده خانواده ۱۴۰ تن از جان‌باختگان ساقط شدن پرواز شماره ۷۵۲ هواپیمایی بین‌المللی اوکراین است. این انجمن به هیچ جریان و حزب سیاسی وابستگی ندارد. انجمن خانواده‌های جانباختگان پرواز پی‌اس۷۵۲ پس از ساقط کردن پرواز شماره ۷۵۲ هواپیمایی بین‌المللی اوکراین توسط پدافند هوایی سپاه پاسداران انقلاب اسلامی از سوی خانواده‌های جانباختگان با هدف زنده نگه‌داشتن یاد و خاطرهٔ مسافران، ایجاد همبستگی بین خانواده‌های عزادار و دادخواهی تأسیس شد.
«ما در پی کشف حقیقت هستیم که بدانیم چرا هواپیمایی غیرنظامی توسط سپاه پاسداران انقلاب اسلامی سرنگون شد و در پی عدالت هستیم تا مقصران، عاملان و آمران این جنایت شوم در دادگاهی بی‌طرف و مستقل مورد محاکمه قرار گیرند.»— سایت رسمی انجمن
این انجمن گزارش تحقیقی در مورد فاجعه سرنگون کردن پرواز PS752 منتشر کرد. در این گزارش به شواهد بحث‌برانگیزی همچون «عامدانه باز گذاشتن فضای هوایی کشور در شرایط خطیر جنگی»، «تغییر مسیر پروازهای دیگر»، «انهدام کامل وسایل الکترونیکی مسافران»، «تأخیر مشکوک ۵۷ دقیقه‌ای در پرواز و تخلیه برخی از مسافران» اشاره شده است. پس از انتشار این گزارش تحقیقی، این انجمن اعلام کرد قصد دارد نزد دادگاه کیفری بین‌المللی طرح شکایت کند.
از فعالیت‌های دیگر این انجمن برگزاری تجمعات اعتراضی و دادخواهی در نقاط مختلف جهان و برگزاری مجازی یادبود قربانیان سرنگونی هواپیمای اوکراینی است.

## مسافران

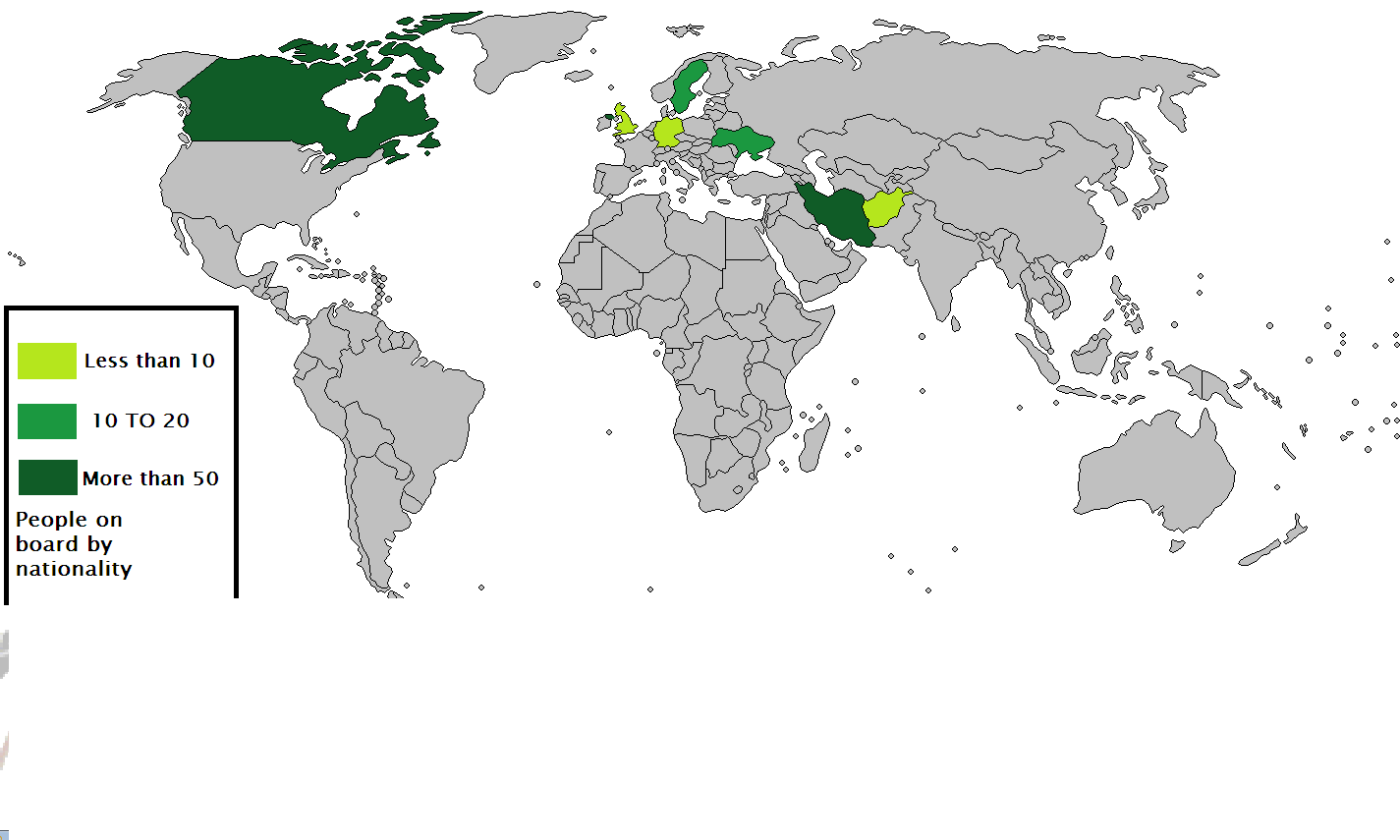
آمار مسافران پرواز شماره ۷۵۲ هواپیمایی بین‌المللی اوکراین بر اساس ملیت

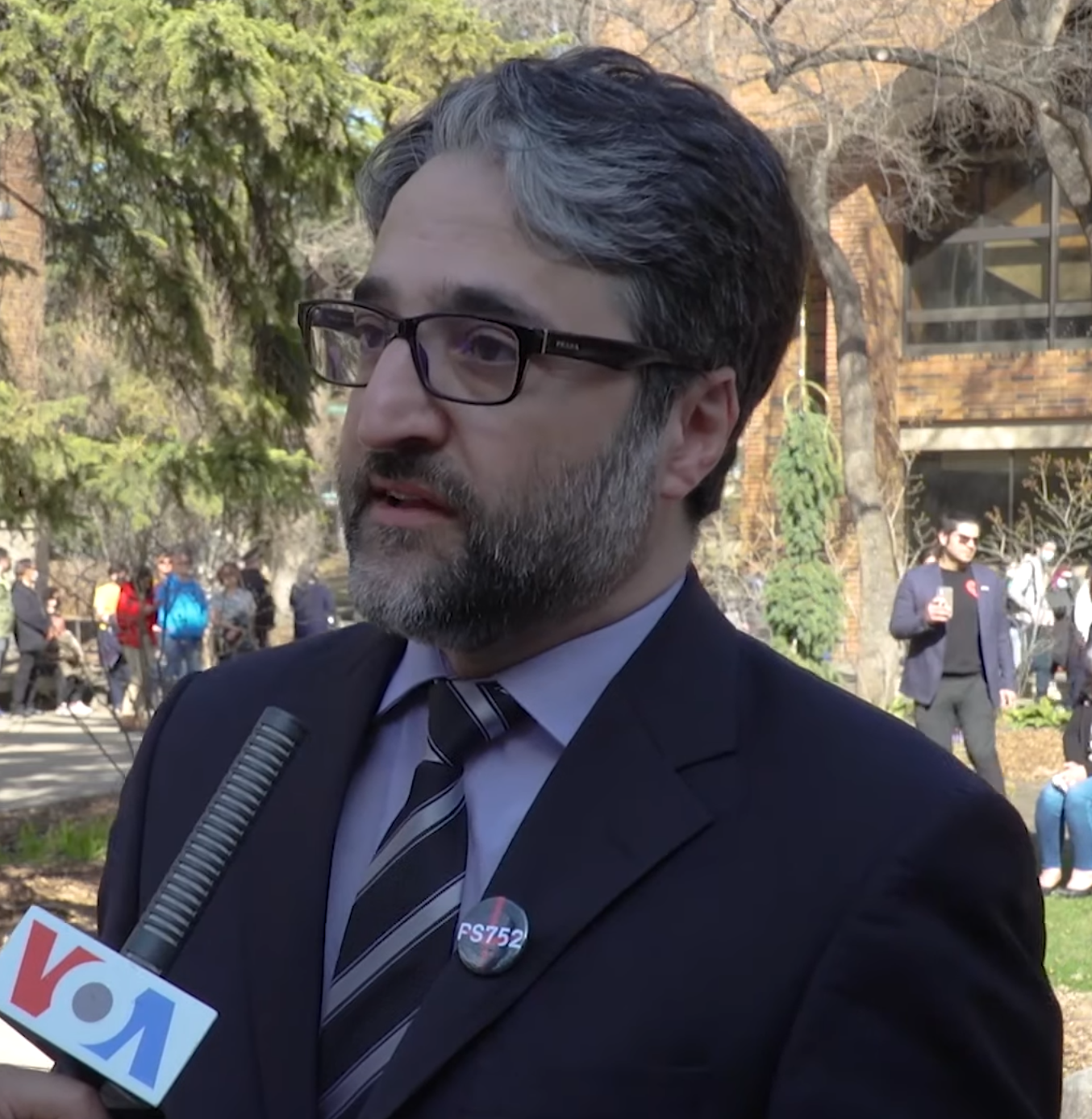
حامد اسماعیلیون رئیس انجمن در حال مصاحبه در مورد امیدواری به برگزاری دادگاهی مشابه دادگاه حمید نوری برای سرنگونی پرواز شماره ۷۵۲ در شبکه صدای آمریکا.

به گفته سخنگوی سازمان هواپیمایی کشوری ایران، تعداد دقیق سرنشینان این هواپیما ۱۷۶ نفر است که از این تعداد ۱۶۷ مسافر و ۹ خدمهٔ پروازی بوده‌اند. رسانه‌های دولتی ایران در ابتدا گزارش داده بودند که این هواپیما ۱۸۰ سرنشین داشته است. ایسنا دربارهٔ مسافران این پرواز نوشت: بیشتر مسافران این هواپیما ایرانی بودند، با این حال برخی از اتباع خارجی نیز در این پرواز حضور داشته‌اند. پس از آن مقامات تأیید کردند که حداقل ۱۳۹ نفر در این هواپیما، ایرانی بوده‌اند که بیشتر آن‌ها پس از تعطیلات زمستانی از طریق اوکراین به کانادا بازمی‌گشتند. نخست‌وزیر کانادا، جاستین ترودو گفته است که از ۱۶۷ مسافر، ۱۳۸ نفر قصد سفر به کانادا داشته‌اند. بسیاری از این مسافران ایرانیان کانادایی بودند که به عنوان دانشجو یا محقق دانشگاه‌های کانادا برای تعطیلات زمستانی به ایران سفر کرده بودند. از این حیث این سقوط، بزرگ‌ترین تلفات جانی کشور کانادا در صنعت هوانوردی از زمان بمب‌گذاری سال ۱۹۸۵ پرواز شماره ۱۸۲ خطوط هوایی هند را شامل می‌شود.
علاوه بر مسافران، شش مهماندار و سه خلبان در این پرواز حضور داشتند. گروه خلبانی این هواپیما را افراد زیر تشکیل می‌دادند:
1. کاپیتان ولدیمیر گپوننکو (Volodymyr Gaponenko) با سابقه ۱۱۶۰۰ ساعت پرواز با هواپیمای ۷۳۷ شامل ۵۵۰۰ ساعت پرواز به عنوان کاپیتان
2. خلبان مربی اولکسی ناومکین (Oleksiy Naumkin) با سابقه ۱۲۰۰۰ هزار ساعت پرواز با هواپیمای ۷۳۷ شامل ۶۶۰۰ ساعت پرواز به عنوان کاپیتان
3. کمک خلبان سرهی خومنکو (Serhii Khomenko) با سابقه ۷۶۰۰ ساعت پرواز با بویینگ ۷۳۷[۲۱]

به گفتهٔ علی ربیعی، سخنگوی وقت دولت ایران، این هواپیما ۱۷۶ نفر سرنشین داشته که شامل ۷۰ مرد، ۸۱ زن، ۱۵ کودک و یک نوزاد و ۹ خدمه پرواز بودند. همچنین براساس اعلام وادیم پریستایکو، وزیر امور خارجهٔ اوکراین و لیست پروازی که توسط شرکت هواپیمایی منتشر شد، ۸۲ نفر با تابعیت ایرانی، ۶۳ کانادایی، ۱۱ اوکراینی، ۱۰ سوئدی، ۴ شهروند افغانستان، ۳ آلمانی و ۳ بریتانیایی قربانیان سقوط این هواپیما هستند. این در حالی است که وزارت امور خارجه آلمان حضور ۳ شهروند خود را تکذیب کرد. براساس گزارش خبرگزاری آلمان، این سه نفر در آلمان به عنوان پناهجو خود را معرفی کرده بودند اما شهروند آلمان نبودند.
اختلاف ظاهری موجود در این گزارش‌ها به این دلیل است که تقریباً نیمی از مسافران تابعیت دوگانه داشته‌اند و ایران هم اتباع دوگانه را فقط به عنوان شهروندان ایرانی می‌شناسد. این مسافران هنگام ورود و خروج از کشور باید از گذرنامه‌های ایرانی خود استفاده کنند و بنابراین به عنوان ایرانی در مراجع مرزی ایران ثبت می‌شوند اما برای سوار شدن به هواپیما پاسپورت غیر ایرانی را به خط هوایی ارائه می‌نمایند.
| تلفات     | تلفات                    | تلفات                   | تلفات |
| ملیت      | مسافرها به نقل از اکراین | مسافرها به نقل از ایران | خدمه  |
| --------- | ------------------------ | ----------------------- | ----- |
| ایران     | ۸۲                       | ۱۴۶                     | ۰     |
| کانادا    | ۶۳                       | ۵                       | ۰     |
| اوکراین   | ۲                        | ۲                       | ۹     |
| سوئد      | ۱۰                       | ۴                       | ۰     |
| افغانستان | ۴                        | ۱۰                      | ۰     |
| بریتانیا  | ۳                        | ۰                       | ۰     |
| آلمان     | ۳                        | ۰                       | ۰     |
| جمع       | ۱۶۷                      | ۱۶۷                     | ۹     |